# Jens-Frederik Nielsen
Jens-Frederik Nielsen (født 22. juni 1991) er en grønlandsk politiker og badmintonspiller, der siden 7. april 2025 har været formand for Naalakkersuisut. Jens-Frederik Nielsen overtog i 2021 posten som formand for partiet Demokraatit.

## Biografi
Jens-Frederik Nielsen har læst samfundsvidenskab på Grønlands Universitet (Ilisimatusarfik) i Nuuk. Nielsen varetog administrative opgaver i partiet Demokraatit, indtil han uventet blev udnævnt til arbejds- og råstofminister i Regeringen Kim Kielsen VII den 29. maj 2020. Den 8. juni 2020 blev han valgt uden modstand som partileder. I februar 2021 trak Jens Frederik Nielsen sit parti ud af regeringen, og der blev efterfølgende afholdt nyvalg. Ved landstingsvalget 2021 tabte Demokraatit stort og Jens Frederik Nielsen fik kun tredjeflest stemmer af sit partis kandidater og dermed den tredje af Demokraatits tre mandater. Ved landstingsvalget i 2025 blev Demokraatit udråbt som valgets vindere, og Jens Frederik Nielsen blev største stemmesluger med flest personlige stemmer.

## Badmintonkarriere
Nielsen blev grønlandsk mester i badminton for første gang i 2012 og har siden vundet adskillige medaljer. Han har også deltager i Island Games flere gange.
Nielsen har spillet double sammen med Frederik Elsner, der spiller guitar og er forsanger i rockbandet Nanook.

### Sportslige resultater
| Mesterskab                  | Disciplin   | Plads | Navn                                         |
| --------------------------- | ----------- | ----- | -------------------------------------------- |
| Grønlands-mesterskabet 2012 | Mix         | 1     | Jens Frederik Nielsen / Rina Lorentzen       |
| Grønlands-mesterskabet 2014 | Herresingle | 1     | Jens Frederik Nielsen                        |
| Grønlands-mesterskabet 2014 | Herredouble | 1     | Jens Frederik Nielsen / Mads Nyvold          |
| Grønlands-mesterskabet 2014 | Mix         | 1     | Jens Frederik Nielsen / Pernille Levinsky    |
| Island Games 2015           | Herredouble | 1     | Jens Frederik Nielsen / Bror Madsen          |
| Grønlands-mesterskabet 201  | Herredouble | 1     | Jens Frederik Nielsen / Frederik Elsner      |
| Island Games 2017           | Herredouble | 2     | Jens Frederik Nielsen / Bror Madsen          |
| Grønlands-mesterskabet 2017 | Herresingle | 1     | Jens Frederik Nielsen                        |
| Grønlands-mesterskabet 2017 | Herredouble | 1     | Jens Frederik Nielsen / Frederik Elsner      |
| Grønlands-mesterskabet 2017 | Mix         | 1     | Jens Frederik Nielsen / Malu P. Degn         |
| Grønlands-mesterskabet 2018 | Herresingle | 1     | Jens Frederik Nielsen                        |
| Grønlands-mesterskabet 2018 | Herredouble | 1     | Jens Frederik Nielsen / Frederik Elsner      |
| Grønlands-mesterskabet 2018 | Mix         | 1     | Jens Frederik Nielsen / Malu P. Degn         |
| Island Games 2019           | Herresingle | 3     | Jens Frederik Nielsen                        |
| Island Games 2019           | Hold        | 1     | Grønland                                     |
| Grønlands-mesterskabet 2019 | Herresingle | 1     | Jens Frederik Nielsen                        |
| Grønlands-mesterskabet 2019 | Herredouble | 1     | Jens Frederik Nielsen / Frederik Elsner      |
| Grønlands-mesterskabet 2021 | Herresingle | 1     | Jens Frederik Nielsen                        |
| Grønlands-mesterskabet 2021 | Herredouble | 1     | Jens Frederik Nielsen / Sequssuna F. Schmidt |
| Island Games 2023           | Herresingle | 1     | Jens Frederik Nielsen                        |